# Friedrich von Miaskowski
Friedrich von Miaskowski (Riga, 25. listopada 1871. -  Breslau, 19. lipnja 1944.) je bio njemački časnik i vojni zapovjednik. Rođen je 25. listopada 1871. u Rigi. Na početku Prvog svjetskog rata služi kao stožerni časnik u stožeru 12. pješačke divizije kojom je zapovijedao Martin Chales de Beaulieu. U kolovozu 1914. unaprijeđen je u čin bojnika, dok je u rujnu 1914. premješten u stožer VI. korpusa u kojem služi tijekom većeg dijela rata. Šesti korpus nalazio se na Zapadnom bojištu, te u sastavu istog Miaskowski sudjeluje u borbama u Champagni. U lipnju 1916. korpus je premješten na Istočno bojište gdje sudjeluje u zaustavljanju Brusilovljeve ofenzive. Početkom siječnja 1917. premješten je u stožer XVII. pričuvnog korpusa, ali je već idući mjesec imenovan načelnikom stožera XIV. pričuvnog korpusa kojim je zapovijedao Georg Fuchs. U sastavu istog tijekom 1917. sudjeluje u Bitci kod Arrasa i Bitci kod Cambraia, te tijekom 1918. u Proljetnoj ofenzivi. U travnju 1918. odlikovan je ordenom Pour le Mérite. 
U lipnju 1918. Miaskowski je imenovan načelnikom stožera VII. pričuvnog korpusa pod zapovjedništvom Arthura von Lindequista s kojim sudjeluje u borbama oko Reimsa. U kolovozu postaje načelnikom stožera 3. armije zamijenivši na tom mjestu Willija von Klewitza. Međutim, na navedenom mjestu ne ostaje dugo jer je već početkom rujna imenovan načelnikom stožera XI. korpusa. Niti navedenu dužnost nije dugo obnašao jer je krajem rujna imenovan načelnikom stožera 2. armije kojom je zapovijedao Adolph von Carlowitz. Na navedenoj dužnosti dočekuje i kraj rata.
Friedrich von Miaskowski preminuo je 19. lipnja 1944. u 73. godini u Breslauu.

## Vanjske poveznice
(eng.) Friedrich von Miaskowski na stranici Axishistory.com